# Список глав государств в 128 году
Список глав государств в 127 году — 128 год — Список глав государств в 129 году — Список глав государств по годам

## Африка
- Мероитское царство (Куш) — Аритениесбехе, царь (108 — 132)

## Азия
- Армения Великая — Вагарш I, царь (116 — 144)
- Иберия — Фарсман II, царь (116 — 132)
- Китай (Династия Восточная Хань) — Шунь-ди (Лю Бао), император (125 — 144)
- Корея (Период Трех государств):
  - Когурё — Тхэджохо, тхэван (53 — 146)
  - Пэкче:
    - Киру, король (77 — 128)
    - Кэру, король (128 — 166)

  - Силла — Чима, исагым (112 — 134)
- Кушанское царство — Канишка I, великий император  (127 — 147)
- Осроена — Ману VII, царь (123 — 139)
- Парфия:
  - Хосрой, шах (105 — 129)
  - Вологез II, шах (105 — 147)
- Сатавахана — Гаутамипутра Сатакарни, махараджа  (112 — 136)
- Хунну:
  - Ба, шаньюй (124—128)
  - Сюли, шаньюй (128—140)
- Япония — Кэйко, тэнно (император) (71 — 130)

## Европа
- Боспорское царство — Котис II, царь  (123 — 132)
- Ирландия — Конн Сто Битв, верховный король (122 — 157)
- Римская империя:
  - Адриан, римский император (117 — 138)
  - Луций Ноний Кальпурний Торкват Аспренат, консул (128)
  - Марк Анний Либон, консул (128)

## Галерея

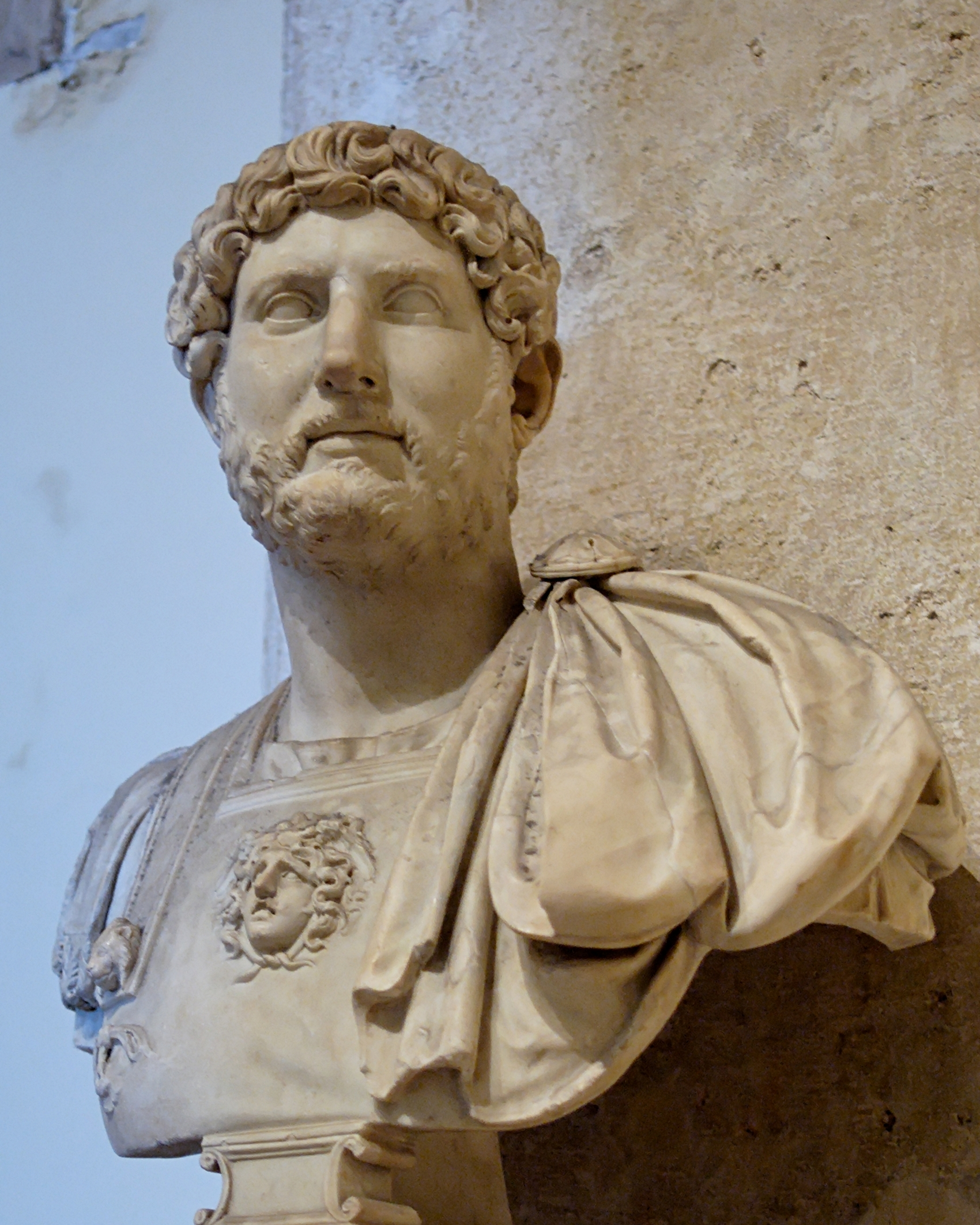
Адриан 117—138 Император Римской империи
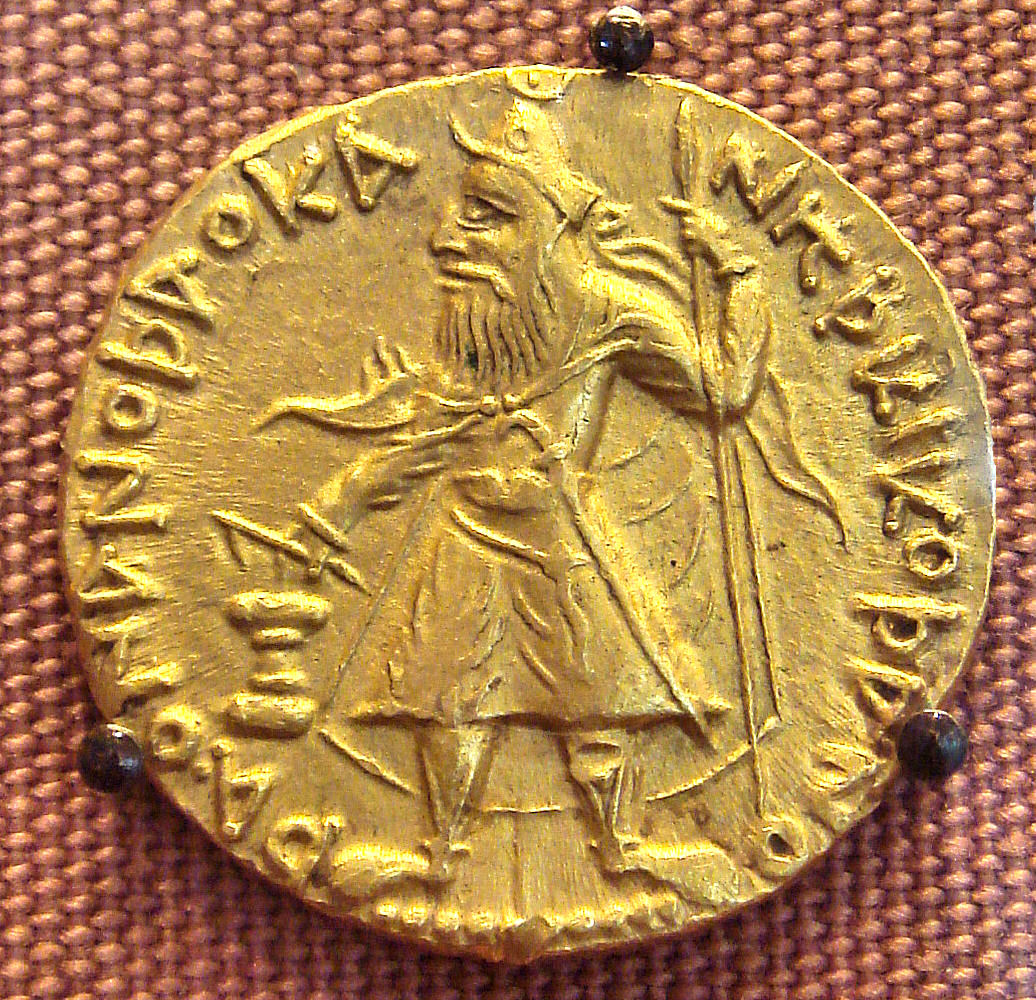
Канишка I 127—147 Царь (Великий император) Кушанского царства
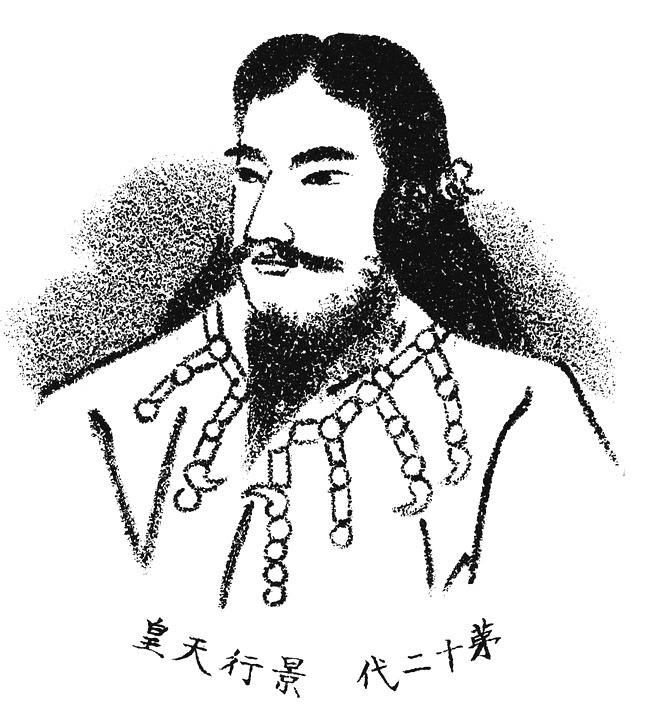
Кэйко 71—130 Император Японии